# San José de la Concepción
San José de la Concepción, también llamada Hacienda Arriba, es una localidad del estado mexicano de Guanajuato. Es parte del municipio de León.

## Toponimia
El nombre «San José» hace referencia al santo patrono de la localidad: José de Nazaret.

## Demografía
| Gráfica de evolución demográfica |
|                                  |

| Censo | Población |
| ----- | --------- |
| 1960  | 510       |
| 1970  | 560       |
| 1980  | 592       |
| 1990  | 901       |
| 2000  | 1 240     |
| 2010  | 1 570     |
| 2020  | 1 911     |